# شط الشيخ (مناخة)

تعديل مصدري - تعديل

شط الشيخ هي إحدى قرى عزلة بني حسن وحسين بمديرية مناخة التابعة لمحافظة صنعاء، بلغ تعداد سكانها 49 نسمة حسب تعداد اليمن لعام 2004.